# Król czterech stron świata

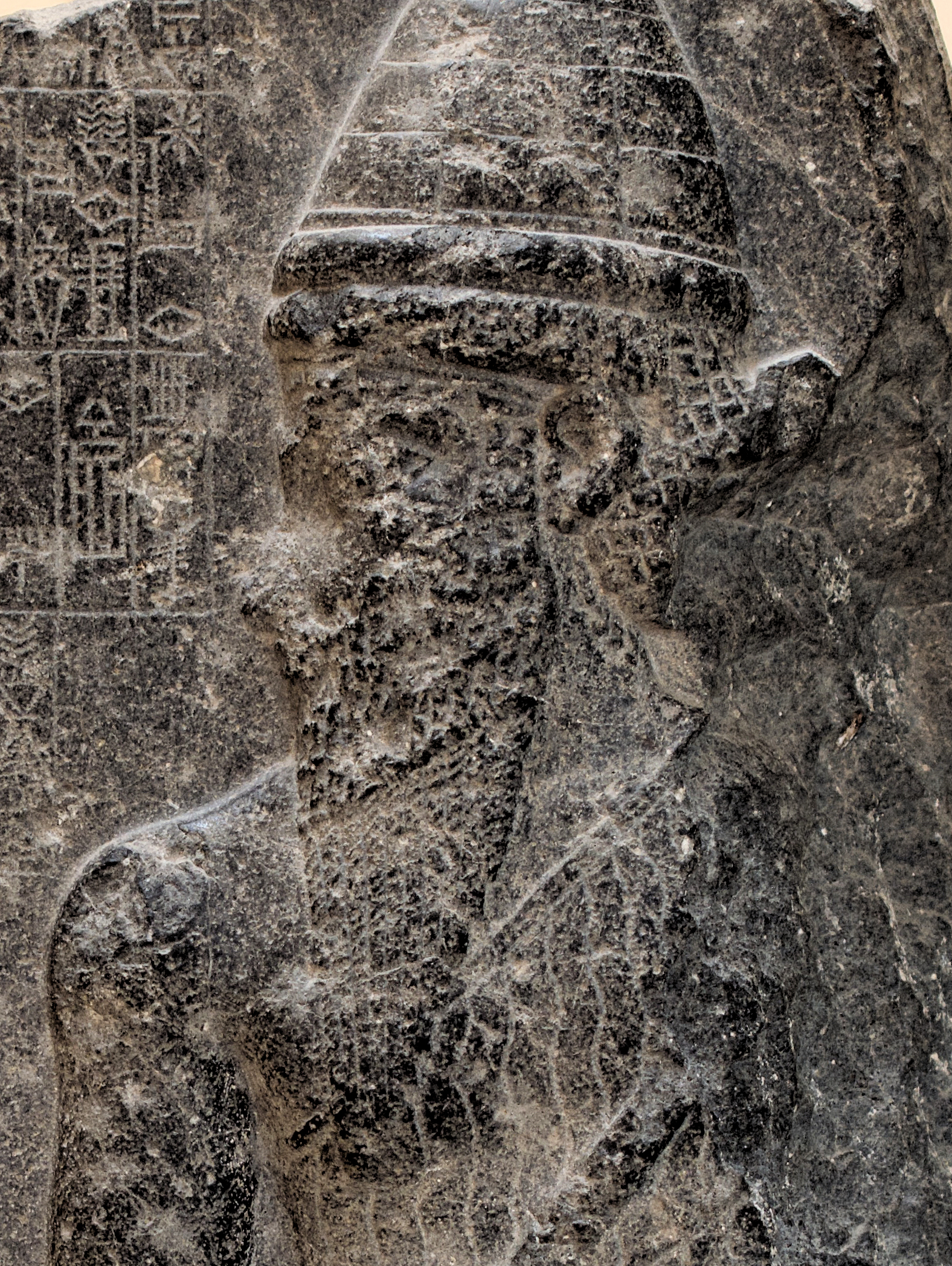
Naram-Sin z Akadu, pierwszy władca używający tytułu „króla czterech stron świata”

Król czterech stron świata (sum: lugal-an-ub-da-limmu-ba, akad: šarru kibrat 'arbaim, šar kibrāti arba'i lub šar kibrāt erbetti) – bardzo prestiżowy tytuł używany przez potężnych władców starożytnej Mezopotamii. Po raz pierwszy użyty przez Naram-Sina z Akadu w XXIII wieku p.n.e., później został przyjęty przez sumeryjskich władców III dynastii z Ur, po czym przestał istnieć. Przywrócili go władcy babilońscy i asyryjscy. Ostatnim władcą, tytułującym się „królem czterech stron świata”, był Cyrus Wielki, król perski z dynastii Achemenidów.

## Wyjaśnienie znaczenia terminu
Termin ten odnosi się najprawdopodobniej do czterech regionów znajdujących się na skraju znanego Akadyjczykom i Sumerom świata: Subartu na północy, Martu na zachodzie, Elamu na wschodzie i Sumeru na południu.
Pojęcie to obejmuje zatem dość konkretny region geograficzny, odpowiadający Mezopotamii i jej bliskim okolicom, ale termin ten należy rozumieć szerzej, jako odnoszący się do całego znanego świata. W momencie, gdy został użyty po raz pierwszy mieszkańcy Mezopotamii zrównawali ją z całym światem. Obszar ten był bardzo wysoko rozwinięty pod względem cywilizacyjnym oraz gęsto zaludniony, otaczały go natomiast ze wszystkich stron pozornie puste i niezamieszkane ziemie.
Tytuł „króla czterech stron świata” należy traktować więc jako oznaczający, że jego posiadacz jest władcą całej Ziemi i wszystkiego, co się na niej znajduje. Można interpretować go jako równoznaczny z nazwaniem się „królem całego znanego świata”.